# Asaf Duraković
Asaf Duraković (Stolac, Bosna i Hercegovina, 16. svibnja 1940. – Washington, D.C., Sjedinjene Američke Države, 16. prosinca 2020.) bio je hrvatski, kanadski i američki liječnik medicine (specijalist radiologije i nuklearne medicine), doktor veterinarske medicine, doktor znanosti, profesor medicine, hrvatski pjesnik, derviš halvetijevskog reda, šeih sufi esejist i publicist rodom iz Hercegovine. Obranio je tri doktorata na području ljudske medicine, veterinarskih znanosti, biofizike, prirodnih znanosti i matematike obranjenih na Sveučilištu u Zagrebu i na McMaster Universityju u Kanadi. Bio je voditelj World life Institute (ujedno i osnivač), Lakeview Medical Office, Uranium Medical Research Center (također i osnivač), Emergency Managment Research Institute u Sjedinjenim Američkim Državama i Kanadi. Ponajviše je bio poznat po istraživanju štetnosti osiromašenog uranija na bojištima američke vojske u Iraku i Afganistanu, ali isto tako na bojištima Domovinskog rata, te posljedice Černobilske katastrofe zbog čega je bio čest gost predavač na mnogim svjetskim sveučilištima, kao i u televizijskim emisijama (npr. BBC i CNN) i dokumentarnim filmovima (npr. The Invisible War, 2012.). Svoje teze je predstavljao i branio pred Kongresom Sjedinjenih Američkih Država, Europskim parlamentom, te oba doma Japanskog parlamenta.

## Životopis
Asaf Duraković rodio se u hercegovačkom gradiću Stocu 1940. godine. Rođen je u cjelovitoj obitelji u braku majke Remze (rođ. Festić) i oca Bećira, kao srednje dijete od ukupno troje braće, također sveučilišni profesori: prof.em. Senadin Duraković i akademik Zijad Duraković. U Stocu je završio pučku školu. Durakovićev otac bio je časnik Hrvatskih oružanih snaga te je učestalo prekomandiran na različite lokacije tadašnje države, pa je tako premješten na dužnost u Zagrebu.  
Školovanje je nastavio u Zagrebu, gdje je pohađao gimnaziju i diplomirao veterinu na zagrebačkome Sveučilištu. Na istome je doktorirao iz veterinarske medicine 1962. godine, magistrirao biologiju 1965. godine, te doktorirao iz medicine 1968. godine. Područje njegovog znanstvenog interesa su bile toksikologija, biologija i fiziologija, posebice ljudskih kostiju. Radio je u institutima "Ruđer Bošković" i Zavodu za medicinska istraživanja. Tijekom rada na Institutu za medicinska istraživanja Jugoslavenske akademije znanosti i umjetnosti Britanska vlada mu je dodijelila stipendiju u svrhu poslijedoktorskog usavršavanja na Medical Research Councilu, Harwell, Oxfordshire, Ujedinjeno Kraljevstvo.
Emigrirao je u Kanadu 1968. godine gdje je upisao i završio studij medicine na McMaster Universityju, čime je stekao titulu liječnika.
Istim se znanstvenim područjima nastavio baviti i u emigraciji. Tijekom 1970-ih godina istraživao je suodnos metabolizma i radijacije transuranida u Harwellu u Engleskoj, u kanadskoj Ottawi, a od onda se sve više bavi nuklearnom medicinom u bolnicama u SAD-u i Kanadi. Godine 1980. ulazi u vojsku SAD-a, a 1991. godine diplomirao je na Military Medical Academy u Fort Leavenworthu, u Missouriju. Uskoro postaje časnikom, dobivši čin pukovnika američkoga vojnog liječničkog zbora.
Sudjelovao je u svim aktivnostima kod osnivanja svih mesdžida i džamija u Kanadi. Godine 1969. je postao dervišem halvetijevskog reda. U SAD-u je neko vrijeme bio imamom Sufi džamije tekije u New Yorku. Kad je bio izgrađen Hrvatski islamski centar u Etobicokeu u Kanadi, 1973. godine, predlagao je ime Sufi Mosque, ali je prevagnulo ime Hrvatski islamski centar (Croatian Islamic Centre).
Početkom osamostaljivanja Republike Hrvatske, bio je član Hrvatske stranke prava, sudjelovao je u formiranju Hrvatskih obrambenih snaga, te je osnovao Hrvatsko-muslimansku demokratsku stranku. Tijekom Hrvatsko-Bošnjačkog sukoba osigurao je sredstva za opskrbu mostarske regionalne bolnice na istočnome djelu grada.
Bio je svjetski poznati stručnjak u području istraživanja štetnosti korištenja osiromašenog urana. Zbog neslaganja s uporabom istog, o čemu je svjedočio pred američkim znanstvenim i političkim ustanovama, napustio je oružane snage SAD-a i posvetio se znanstvenom radu.
Bio je profesor u trajnom zvanju na četiri američka sveučilišta, a ponajviše je djelovao na George Washington Universityju u Silver Springu, u Washingtonu, na odjelu radiologije i nuklearne medicine, te kao izvanredni profesor na Hadassah Universityju, u Jeruzalemu. Radio je na klinikama za nuklearnu medicinu u Izraelu, Japanu itd. Obnašao je dužnost predstojnika Klinike za nuklearnu medicinu u King Faisal International Specijalist Hospital u Rijadu, u Saudijskoj Arabiji.
Bio je član je Društva hrvatskih književnika i Društva hrvatskih književnika Herceg Bosne.
Dana 16. prosinca 2020. godine umro je u Washington D.C.-u, u 80. godini života.
Pokopan je uz najviše američke vojne i islamske počasti 18. prosinca 2020. godine u Carltonu, u američkoj saveznoj državi New York. Prije smrti izrazio je želju da se na dan sprovoda klanja molitva i prouči tehvid u Hrvatskoj i Bosni i Hercegovini. Na dan sprovoda proučen je tehvid u časti Durakoviću u Zagrebačkoj džamiji, u tekiji na Mejtašu u Sarajevu, te u tekiji u Blagaju.

## Politička djelatnost
U Hrvatskoj reviji, njezinim zbornicima i zbirkama surađivao je kao pjesnik i istraživač kulturne i političke prošlosti muslimana u hrvatskoj narodnoj zajednici (pisao je i pod pseudonimima Ahasver i El Hakim).
U svom poznatom djelu iz 1972. godine, Mjesto muslimana u hrvatskoj narodnoj zajednici, svojedobno je upozoravao kako je "pitanje nacionalnog opredjeljenja muslimana u Bosni i Hercegovini dovedeno do današnje faze nakon dugotrajne temeljito provođene antihrvatske politike, koju je beogradska vlada provodila u Bosni i Hercegovini s poznatim rezultatima". Za to je stanje optuživao "upravni aparat Bosne i Hercegovine doseljen iz Srbije u različita vremena novije povijesti, kao i famulusi tog sistema regrutirani iz redova samoga stanovništva Bosne i Hercegovine", tako da su muslimani dovedeni pred pitanje prihvatiti ili ne ponuđenu muslimansku nacionalnost. Po Durakoviću, to dvoje faktora je dovelo "svojim sistematskim i smišljenim radom do tog stupnja, da se danas već može ozbiljno postaviti pitanje o budućnosti nacionalnog opredjeljenja muslimanskog stanovništva te republike. Muslimani se danas nalaze pred vitalnim pitanjem, koje u prvi mah izgleda dosta zamamno, a to je: da li prihvatiti ponuđenu muslimansku nacionalnost, zasnovanu na novostvorenim teorijama o muslimanskoj etničkoj posebnosti u Bosni i Hercegovini, koje ne analiziraju povijest tih hrvatskih pokrajina iz predislamskog razdoblja."
Proučavajući znanstvenu i stručnu literaturu došao je do zaključka da: "Iz statističkih podataka iz starijih i suvremenih izvora evidentno je da je preko 95% muslimana Bosne i Hercegovine hrvatskog podrijetla."
Početke odhrvaćivanja vidi u Austro-Ugarskoj, "kojoj je smetala ideja ujedinjenja Bosne i Hercegovine s matičnom Hrvatskom", zato je počela zagovarati ideju stvaranja bosanske narodnosti, a osobama koje okrivljava za zagovaranje te ideje smatra Benjamina Kallaya i grofa Bilinskog, "koji su u toj podijeljenosti gajili ideje trajne aneksije Bosne i Hercegovine Mađarskoj, odnosno Austriji". Istraživajući, došao je do zaključka da je radi postizanja tog cilja, Austro-Ugarska "sistematski radila na uništenju hrvatske misli u Bosni i Hercegovini, lukavom politikom uvođenja 'bosanskog jezika', favorizirajući nepismenost i zaostalost muslimanskog stanovništva u isto vrijeme sa svojom nazovi prosvjetiteljskom ulogom, koja bi, prema njihovoj propagandi, imala poboljšati stanje u Bosni zemlji i proglasiti BiH samostalnom zemljom." "S druge strane, austrijska je uprava pomagala Srbe u Bosni i Hercegovini, u čemu su posebno aktivnu ulogu imali Kallay i Burian u razdoblju od 1883. do 1911., u isto vrijeme, kada je Khuen Hedervary nastojao ugušiti buđenje hrvatske misli u vrijeme svojega banovanja u Hrvatskoj od 1882. do 1903. Hedervary je jednako upotrebljavao pomoć Srba za slabljenje Hrvata, pomažući širenje pravoslavlja u Hrvatskoj, na jednak način na koji je, prema uputama iz Pešte, činio Kallay u Bosni."

## Djela

### Književna djela
Napisao je književna djela:
- Tamne alge, zbirka pjesama,
- Dimovi i magle, zbirka pjesama,
- Stazama ahasvera, zbirka pjesama, 1968.
- Kad su sve nade mrtve i bez moći, zbirka pjesama, 1974.
- Stazama Sarmata, zbirka pjesama, Zagreb, 1993. (2. izd., Hrvatska domoljubna knjižnica, Zagreb, 2010.)[13]
- Velike vode, zbirka pjesama, Zagreb, 1995.
- Nanosi pijeska, zbirka pjesama, Zagreb, 1996.
- Planina Kaf, zbirka pjesama, Zagreb, 1997.
- Jedanaesta ploča, zbirka pjesama, Zagreb, 2003.
- Tamno ogledalo, zbirka pjesama, Zagreb, 2010.
- Vode ponornice, zbirka pjesama, Zagreb, 2010.
- Žetva – The Harvest, (zbirka pjesama, na hrvatskom i engleskom jeziku), Medina-New York, 2014.
- Beramska kapela – Beram Chapel, (zbirka pjesama, na hrvatskom i engleskom jeziku), Medina-New York, 2014.

U emigraciji je napisao politička djela:
- Mjesto muslimana u hrvatskoj narodnoj zajednici, Toronto, 1972.
- Od Bleiburga do muslimanske nacije, Toronto, 1974.

Pjesme i članci su mu objavljivani u Maruliću, Hrvatskoj reviji i Ognjištu.
Zastupljen je u nekoliko pjesničkih antologija: Hrvatska poezija u emigraciji, Zapis o zemlji Hrvatskoj: izabrane pjesme liječnika (prir. i ur. Zijad Duraković, Zagreb, 1993.), Vukovarsko zvono: antologija pjesama liječnika (prir. i ur. Zijad Duraković, Zagreb, 1995.), Lijet sarmatskog sokola: zbirka pjesama liječnika (prir. i ur. Zijad Duraković, Zagreb, 1996.), Sat bezvremena: zbirka pjesama liječnika (prir. i ur. Zijad Duraković, Zagreb, 1999.), Balada o vukovarskoj ruži: antologija poezije o ratnom Vukovaru (prir. Petar Vulić, Imotski, 2001.), Dunav u hrvatskom pjesništvu od srednjovjekovlja do danas: antologijski izbor (prir. Dubravko Horvatić i Stjepan Sučić, Zagreb, 2005.), Krist u hrvatskom pjesništvu od Jurja Šižgorića do naših dana: antologija duhovne poezije (izab. i prir. Vladimir Lončarević, Split, 2007.), te u dva izdanja koje je objavio fra Šimun Šito Ćorić 45 hrvatskih emigrantskih pisaca i 60 hrvatskih emigrantskih pisaca (2. proš. izd.). 

### Znanstvena djela
Autor je brojnih znanstvenih i stručnih članaka na više svjetskih jezika i priručnika. S područja svoje struke objavio je sam ili kao suautor preko 225 znanstvenih radova i članaka, te 11 priručnika.
Među njima su:
- Medical concerns of the current nuclear reality, 1995.
- Medical effects of internal contamination with uranium, 1999.
- On depleted uranium: Gulf War and Balkan syndrome, 2001.
- Undiagnosed illnesses and radioactive warfare, 2003.

Godine 2019. objavljena je knjiga The Scientific Legacy od Dr. Asaf Durakovic, prof, MD, PhD, DVM, MSC, FACP, urednika Davida E. Bella i Marisse Z. Bell.
Duraković se pojavio i u barem četiri strana dokumentarna filma: Sworn to Secrecy: Secrets of War, Todesstaub (Deadly Dust), Die Story, Invisible War, te u brojnim hrvatskim dokumentarnim filmovima vezanih za Domovinski rat i nacionalno pitanje muslimana na području Jugoistočne Europe.

## Nagrade
- 2004.: The Nuclear-Free Future Award.[26]
- 2021.: 2. nagrada Dubravko Horvatić, za poeziju, za ciklus pjesama Beramska kapela (posmrtno).[27]

## Vanjske poveznice
- Asaf Duraković
- Vjesnik Marin Sopta, Austrija sustavno radila na uništenju hrvatske misli u BiH, 6. listopada 2004.
- Vjesnik Marin Sopta, Najbolji tumači između bratskih naroda i srca Europe, 6. listopada 2004.
- Duraković, Asaf, hbl.lzmk.hr
- Asaf Duraković, Mjesto muslimana u hrvatskoj narodnoj zajednici, Toronto, 1972.
- Asaf Duraković, Medicina u današnjem nuklearnom dobu, // Medicinski vjesnik, sv. 27, br. (1-2), (1995.), str. 77. – 82. (Hrčak)
- Zijad Duraković, In memoriam, Nekrolog, Obituarij Asaf Duraković 1940. – 2020., // Arhiv za higijenu rada i toksikologiju, sv. 71, br. 4, (2020.), str. A14. (Hrčak)